# Dvorana Pavla VI.
Dvorana Pavla VI. je građevina koja se djelomično nalazi u Vatikanu, a djelomično u Italiji, na ekstrateritorijalnom području Svete Stolice. Izgrađena je od armiranog betona, gradnja je dovršena 1971. godine, a projektirao ju je talijanski arhitekt Pier Luigi Nervi. Koristi se za papine opće audijencije onda kada se one ne održavaju na Trgu svetog Petra. Zgrada ima kapacitet od 6 300 sjedećih mjesta.
Jedna od najljepših dekoracija u dvorani je 20 metara široka brončana skulptura La Resurrezione ("Uskrsnuće") Pericla Fazzinija.
2008. godine krov dvorane je pokriven fotonaponskim solarnim ćelijama koje proizvode dovoljno energije za opskrbu dvorane grijanjem, hlađenjem i osvjetljenjem tijekom cijele godine. Sustav, čija je cijena 1.5 milijuna dolara, je donirao njemački proizvođač SolarWorld. Sustav je službeno pušten u upotrebu 26. studenog 2008. godine.